# Sisyphus alveatus
Sisyphus alveatus là một loài bọ cánh cứng trong họ Bọ hung (Scarabaeidae).